# 朴熺太

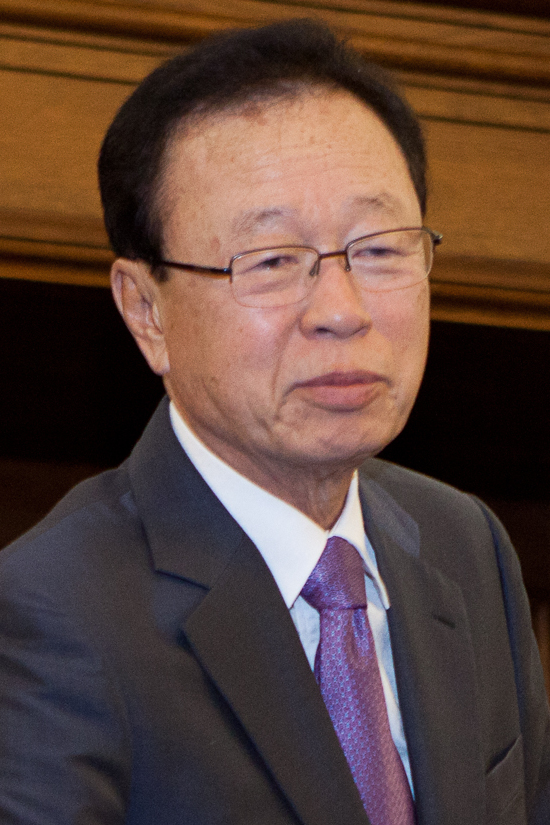
2011年

朴 熺太（パク・ヒテ、朝鮮語: 박희태、1938年8月9日 - ）は、大韓民国の元法曹人、元政治家。第13・14・15・16・17・18代大韓民国国会議員、第18代国会後半期の国会議長。本貫は密陽朴氏。

## 生涯
1938年に慶尚南道南海郡で生まれた。慶南釜山高等学校、ソウル大学校法科大学、建国大学校大学院卒業（法学博士）。
1961年の第13回高等考試司法科に合格して法曹になり、最高検公判部長をはじめ、法務部出入国管理局長と主要検事長級の検事の要職を務めてきた。1988年の第13代総選挙で慶尚南道南海郡・河東郡選挙区で当時与党である民主正義党の候補として出馬し、当選した。1993年の金泳三政府発足以後、法務部長官に任用されたが、娘の二重国籍問題と大学入学関連特恵問題が浮上し、就任10日だけで長官職を辞任した。以後、同一地域区で第17代総選挙まで継続して当選した。
第16代大統領選挙でハンナラ党の李会昌が敗北した。得票差が僅差だったため、当時ハンナラ党は再集計を要求したが、盧武鉉の当選という結果は変わらなかった。その結果、当時の党代表徐清源が辞任したため、同党の党規によって次位継承者として党代表職を継承した。第17代大統領選挙当時、世論がハンナラ党に傾き、10年ぶりに政権交代を果たす圧倒的な支持を示したため、党内予備選挙で李明博と朴槿恵の双方に分かれ過熱する様相を見せた中、朴は李明博を支持した。李明博政権発足後に実施された第18代総選挙では、朴はハンナラ党の公認を受けることができなかったが、その後もハンナラ党の代表職を再び引き受けて在任することになった。2009年の再補欠選挙では、慶尚南道梁山市選挙区の国会議員再補欠選挙に出馬して当選したため、ハンナラ党所属の第18代国会議員のうち最多選議員の地位に上がった。ハンナラ党が第18代国会の院内多数党だったため、韓国の国会の慣例により、2010年から2012年まで第18代国会の下半期国会議長職を務めることになった。
国会議長を務めていた途中の2012年1月、当時のハンナラ党所属の国会議員、弁護士の高承徳が、2008年のハンナラ党全党大会で朴が党代表選挙に出馬した時、賄賂をばらまいていたというスキャンダルを暴露した。これにより、2012年2月27日、金泳三政権当時の公職者財産公開問題で国会議長職を辞任した朴浚圭以来、19年ぶりに現職の国会議長が任期を終えずに辞任することになり、朴も政界を引退した。
第19代国会の任期終了後、朴はセヌリ党の常任顧問に委嘱されたが、2014年9月11日に江原道にあるゴルフ場でキャディをセクハラしたという疑惑がマスコミに報道されて、史上初めて性犯罪疑惑で検察の犯罪捜査や起訴を受ける元国会議長となった。2015年2月16日、1審裁判所で懲役6カ月、執行猶予1年という判決が出され、2017年4月28日に最高裁が上告棄却の判決を出したため有罪確定となった。その結果、セヌリ党常任顧問から解任され、2017年1月にセヌリ党から除名された。以降はメディアに滅多に登場しなかったが、2021年9月29日に夫人の葬式を行ったということが報じられた。一方、韓国の元国会議長は、前職の国家指導者の関連法等に基づき、死後に国立墓地に埋葬される資格を持つが、朴は性犯罪の有罪確定判決によって、その資格を享受できなくなったと考えられる。

## エピソード
東亜日報によると、政治圏で初めて「ネロナンブル」という言葉を用いた人物は朴熺太である。1996年の第15代総選挙直後、わずか11議席差で過半数を取得できなかった与党・新韓国党が無所属や民主党、自由民主連合の議員をスカウトし、過半数を達成したのに対し、野党の新政治国民会議が猛批判した。すると朴熺太が野党側も同じことをやったと「ネロナンブル」で応酬した。
部長検事を務めた検察官の金瀅俊は娘婿。